# Kristi kyrka (med Elias budskap)
Kristi kyrka (The Church of Christ) är ett av flera samfund i Sista Dagars Heliga-rörelsen som hävdar att man är den sanna arvtagaren till den kyrka med samma namn, som Joseph Smith grundat 1830.
Den grundades av William A Draves sedan denne 1943 uteslutits ur Otto Fettings Kristi kyrka. 